# Clinocalcomenita
La clinocalcomenita és un mineral de la classe dels òxids. Rep el nom per la seva relació amb la calcomenita.

## Característiques
La clinocalcomenita és un òxid de fórmula química CuSeO₃·2H₂O. Cristal·litza en el sistema monoclínic. La seva duresa a l'escala de Mohs és 2.
Segons la classificació de Nickel-Strunz, la clinocalcomenita pertany a «04.JH - Selenits sense anions addicionals, amb H₂O» juntament amb els següents minerals: calcomenita, ahlfeldita, cobaltomenita, mandarinoïta, orlandiïta i larissaïta.

## Formació i jaciments
Va ser descrita per primera vegada a partir de mostres de la província de Gansu, a la República Popular de la Xina. També ha estat descrita a Bolívia, els Estats Units, França, Alemanya i la República Democràtica del Congo.